# راي ويستوود
راي ويستوود (بالإنجليزية: Raymond Westwood)‏ (14 أبريل 1912 في المملكة المتحدة - 1982) هو لاعب كرة قدم بريطاني (وحمل سابقاً جنسية المملكة المتحدة لبريطانيا العظمى وأيرلندا) في مركز مهاجم داخلي. شارك مع منتخب إنجلترا لكرة القدم. أما مع النوادي، فقد لعب مع بولتون واندررز ونادي تشستر سيتي ونادي دارون ونادي ستوربريدج وBrierley Hill Alliance F.C. ‏.

## وصلات خارجية
- راي ويستوود على موقع قاعدة بيانات كرة القدم.إي يو (الإنجليزية)
- راي ويستوود على موقع ناشيونال فوتبول تيمز (الإنجليزية)